# Apocynum
Apocynum és un gènere amb set espècies pertanyent a la família de les apocinàcies. És natiu de les regions temperades de l'hemisferi nord, excepte de l'oest d'Europa.

## Taxonomia
- Apocynum androsaemifolium
- Apocynum cannabinum - Cànem del Canadà (Amèrica del Nord)
- Apocynum hendersonii (Nord d'Àsia)
- Apocynum pictum (Est d'Àsia)
- Apocynum sibiricum (Nord d'Àsia)
- Apocynum venetum (Est d'Europa, Àsia)